# Der Bär von Baskerville
Der Bär von Baskerville ist der Titel eines deutschen Stummfilm-Kriminaldramas, das Harry Piel 1915 für die Pallas-Film in Zusammenarbeit mit der PAGU Paul Davidsons nach eigenem Drehbuch und mit sich selber in der Hauptrolle inszenierte. Der Filmtitel, der sich an den der 1903 erschienenen Detektivgeschichte “Der Hund von Baskerville” von Arthur Conan Doyle anlehnt, wurde mit Absicht so gewählt.

## Handlung
Ein Aristokrat wird des Landguts, das er soeben geerbt hat, nicht froh, denn es lastet darauf ein Familienfluch in Gestalt eines ebenso geheimnisvollen wie gefährlichen Bären, der des Nachts auf dem Gelände sein Unwesen treibt und Furcht und Schrecken verbreitet. Der Adelige holt den Detektiv Sherlock Holmes zu Hilfe, dem es gelingt, den Fall aufzuklären.
(Inhaltsangabe IMDb)

## Hintergrund
Der Film entstand im Frühjahr 1915 im PAGU Atelier in Berlin-Tempelhof.
Angaben zur Besetzung mit Ausnahme Piels sind nicht bekannt; auch der Name des Kameramanns ist nicht überliefert. Es könnte sich dabei um den Kölner Anton Mülleneisen gehandelt haben, der bei Harry Piels Filmgesellschaft seine Laufbahn als Fotograf begann.
Das Kinoplakat entwarf der österreichische Kostümbildner und Graphiker Ernst Deutsch-Dryden (* 3. August 1887 in Wien, Österreich-Ungarn; † 17. März 1938 in Los Angeles).
Die Polizei in Berlin verbot unter der Zensur-Nummer 15.20 die Aufführung des Films für die Zeit des Ersten Weltkriegs.
Berühmt wurde Piels Stunt, bei dem er ein Automobil über den Rand eines Abgrunds lenkt.
Laut GECD #18502 hatte der Film nur 3 Akte und maß 1000 Meter. Die Archivfassung bei der Murnau-Stiftung hat eine Länge von 1319 Metern und spielt 49 Minuten.
Die IMDb gibt für Österreich eine Spieldauer von 68 Minuten an.
Der Film lief laut Ken Wlaschin 1990 auf dem Stummfilmfestival in Pordenone. 1995 zeigt ihn die Kinokooperative Fürth in ihrem „Kino im Krawattenhaus“ vom 6. bis 8. Januar in drei Vorstellungen mit Klavierbegleitung durch drei verschiedene Musiker.
Am Freitag, 11. August 2006, um 22:00 wurde „Der Bär von Baskerville“ im Rahmen der Ausstellung “Harry Piel – ein Filmstar aus Benrath” vom 11.08 bis 13. August 2006 im Innenhof des Museums für Europäische Gartenkunst, Düsseldorf-Benrath aufgeführt.

## Rezeption
Der Film wird erwähnt in der Lichtbildbühne No. 7, 1915 und ist registriert bei Herbert Birett, Verzeichnis in Deutschland gelaufener Filme, (München) No. 206, 1915; bei Lamprecht im Band 15 als No. 45.
Im Drei-Mohren-Kino der Stadt Neumarkt in der Oberpfalz war das „Detektiv-Drama aus dem Tagebuch des Sherlock Holmes“ neben dem Drama „Im Banne der Leidenschaft“, zwei Humoresken und der „Neuesten Kriegs(wochen)schau“ Bestandteil des Programms vom 12. auf den 13. August 1916.
In Dänemark wurde der Film unter dem Titel Den grønne bil – Baskerville-bjørnens mysterium (deutsch: Das grüne Auto – Das Geheimnis des Baskerville-Bären) erstmals am 4. September 1916 aufgeführt.